# Prekariátus
A prekariátus (szociológiai és közgazdasági kifejezés, mely az angol precarious (bizonytalan) és a proletariat (proletariátus) szóvegyítésével keletkezett) a jelenlegi kapitalizmus osztályalapú hierarchiájában legalul elhelyezkedő, az utóbbi évtizedekben kialakult, növekvő létszámú társadalmi osztály, melyet a munkásosztály viszonylagos biztonságához képest állandó létbizonytalanság jellemez, mivel tagjai sem folyamatos, teljes munkaidős munkahellyel, sem ennek megfelelő jövedelemmel nem rendelkeznek. Ezen társadalmi osztályhoz tartoznak a tartós munkanélküliek, részmunkaidőben, alkalmi- vagy idénymunkában foglalkoztatottak, akik a biztos jövedelem hiányában a társadalom szociális ellátórendszerére, különféle segélyekre és egyéb ellátásokra szorulnak. A prekariátus sajátos társadalmi rétegeit képezik a munkahellyel még soha nem rendelkezett, fiatal, tartós munkanélküliek, a gyermekeiket egyedül nevelő szülők, a rokkantak és egészségileg károsodottak, hajléktalanok csoportjai. A prekariátus kialakulása a 21. századi Európa komoly társadalmi problémájává vált, de nem kifejezetten európai jelenség, Japánban például 20 millió felett van a prekáriusoknak megfelelő freeterek lélekszáma.
Guy Standing brit közgazdász elemezte elsőként ezt a keletkezőben lévő osztályt a Policy Network „agytrösztje” számára készített munkájában és Prekariátus: az új, veszélyes osztály (Precariat: The New Dangerous Class) című későbbi könyvében, melyben a társadalmi probléma megoldására a feltétel nélküli alapjövedelem (unconditional basic income) bevezetését javasolta.

## A prekariátus legfontosabb szociológiai összetevői
„Guy Standing elemzése szerint az európai prekariátus három fő társadalmi komponensből áll. Az első, leginkább az ipari lumpenproletariátushoz tartozó, erőszakra kapható, bűnöző kisebbség, mely a 2011-es londoni zavargások fő résztvevője volt. A második képzett, munkaerőpiaci állás betöltésére alkalmas, jobb jövőről álmodó, állástalan fiatalokból áll, akiknek a jelenlegi helyzetben aligha van esélyük pénzügyi függetlenségre. Ezek a fiatalok adták a madridi tüntetések fő bázisát. A harmadik, egyúttal legfontosabb csoport, marginalizálódott idősebb munkásokból áll, akik elvesztették korábbi társadalmi helyzetüket és anyagi biztonságukat, amiért a külföldieket hibáztatják. Brit közgazdászok figyelmeztetnek, hogy ez a réteg fontos támogatói bázisa a szélsőséges pártoknak, és valódi veszélyt jelentenek a jelenlegi társadalmi modellre. Még ha elterjedtebbé válik is a következő években, Európát nem fenyegetik a prekariátus által szervezett zavargások. Mint ahogy a prekariátus fiatalabb tagjai politikai aktivitásának sokkal valószínűbb eredménye a szélsőbaloldallal, az anarchizmussal vagy az újkommunizmussal való kapcsolat.”

## A Nagy Brit Osztályfelmérés
A BBC és számos brit egyetem kutatóinak közreműködésével készült, 2013-as Nagy Brit Osztályfelmérés (Great British Class Survey of 2013) elemzésének eredményeként felállított, hét osztályból álló osztályszerkezet csúcsán az elit, míg az alján a prekariátus található. A felmérés a prekariátust „mind közül a leghátrányosabb helyzetű, a legalacsonyabb szintű gazdasági, műveltségi és társadalmi (kapcsolati) tőkével rendelkező osztálynak” tüntette föl, mely leginkább a hagyományos ipari övezetek kelepcéjének foglya.

### Magyarul
- Szépe András: Prekariátus: Miért pont most és miért pont itt?  Fordulat, 19. szám, 2012/3.
- Guy Standing: Prekariátus: Lakosokból állampolgárok. Fordulat, 19. szám, 2012/3.
- Mika LaVaque-Manty: Hogy bukkanhatunk elméleti fogalmakra a való világban? A prekariátus esete. Fordulat, 19. szám, 2012/3.
- Mario Candeias: Az osztály megteremtése és újrateremtése: a „lehetetlen” prekariátus a töredezettség és a mozgalom között. Fordulat, 19. szám, 2012/3.
- Mario Candeias: Az osztály megteremtése és újrateremtése: a „lehetetlen” prekariátus a töredezettség és a mozgalom között. (magyar nyelven). rednews.hu, 2013. július 1. (Hozzáférés: 2013. július 5.)[halott link]
- Brett Neilson és Ned Rossiter: A prekaritás mint politikai fogalom: a kapcsolódás, a szubjektiváció és a szerveződés új formái. Fordulat, 19. szám, 2012/3.
- Beszélgetés Ferge Zsuzsával: Prekariátus és Magyarország. Fordulat, 19. szám, 2012/3.

### Angolul
- Guy Standing: Precariat: The New Dangerous Class, Bloomsbury Academic 2011. 208 p. ISBN 1849663513
- Guy Standing: Workfare and the precariat. Soundings,  2011. 47., pp. 35–43.
- Precarious Lexicon (angol nyelven), 2013. július 4. (Hozzáférés: 2013. július 4.)[halott link]
- Kalleberg, A. L.: Precarious Work, Insecure Workers: Employment Relations in Transition. American Sociological Review, 2009. 74., pp. 1–22.
- The Frassanito Network: Precarious, precarisation, precariat? (angol nyelven). Mute, 2006. január 9. (Hozzáférés: 2013. július 4.)
- Esme Choonara: Is there a precariat? (angol nyelven). socialistreview.org.uk, 2011. október 1. [2013. április 11-i dátummal az eredetiből archiválva]. (Hozzáférés: 2013. július 9.)
- Guy Standing: A Precariat Charter, From Denizens to Citizens. Bloomsbury Academic, 2014.
- Alex Foti: General Theory of the Precariat, Theory on Demand #25 (angol nyelven). Institute of Network Cultures, 2017. szeptember 22. (Hozzáférés: 2017. szeptember 22.)

## Fordítás
Ez a szócikk részben vagy egészben a Precariat című angol Wikipédia-szócikk ezen változatának fordításán alapul.  Az eredeti cikk szerkesztőit annak laptörténete sorolja fel. Ez a jelzés csupán a megfogalmazás eredetét és a szerzői jogokat jelzi, nem szolgál a cikkben szereplő információk forrásmegjelöléseként.

## Külső hivatkozások
- The Precariat, Interview with Charlie Post